# Pseudoceles palaestinus
Pseudoceles palaestinus är en insektsart som beskrevs av Vitaly Michailovitsh Dirsh 1949. Pseudoceles palaestinus ingår i släktet Pseudoceles och familjen gräshoppor. Inga underarter finns listade i Catalogue of Life.